# Муя (Ленинградская область)
Му́я (фин. Muja) — деревня во Мгинском городском поселении Кировского района Ленинградской области.

## История
Впервые упоминается в «Переписной окладной книге Водской пятины» 1500 года как «Деревня Мья на реке Мье» в Никольском Ярвосольском погосте Ореховского уезда.
На шведской «Генеральной карте провинции Ингерманландии» 1704 года, составленной по материалам 1678 года, она обозначена как Muja.
На «Географическом чертеже Ижорской земли» Адриана Шонбека 1705 года — как деревня Муя.
Как деревня Мга обозначена на карте Ингерманландии А. Ростовцева 1727 года.
Деревня Мга упоминается также на карте Санкт-Петербургской губернии Я. Ф. Шмидта 1770 года.
На карте Санкт-Петербургской губернии Ф. Ф. Шуберта 1834 года она обознакчена как деревня Мга, состоящая из 12 крестьянских дворов и при ней полумызок «Александровской Дубенской».

МГА — деревня, принадлежит полковнику Александру Дубянскому, число жителей по ревизии: 74 м. п., 61 ж. п. (1838 год)

На картах Ф. Ф. Шуберта 1844 года и С. С. Куторги 1852 года обозначена как деревня Мга, состоящая из 21 двора.
На этнографической карте Санкт-Петербургской губернии П. И. Кёппена 1849 года она обозначена как деревня «Muja», расположенная в ареале расселения савакотов. В пояснительном тексте к этнографической карте она записана как деревня Muja (Мга), финское население которой по состоянию на 1848 год составляли савакоты — 60 м. п., 45 ж. п., всего 105 человек, а также присутствовало русское население, количество которого не указано. Деревня относилась к лютеранскому приходу Ярвисаари.

МГА — деревня госпожи Марковой, по почтовому тракту, число дворов — 22, число душ — 76 м. п. (1856 год)

Число жителей деревни по X-ой ревизии 1857 года: 74 м. п., 75 ж. п.

МГА — деревня владельческая при колодце, число дворов — 29, число жителей: 73 м. п., 72 ж. п. (1862 год)

Согласно подворной переписи 1882 года в деревне проживали 38 семей, число жителей: 122 м. п., 123 ж. п.; разряд крестьян — собственники; лютеране: 115 м. п., 117 ж. п., а также пришлого населения 7 семей, в них: 16 м. п., 12 ж. п.; лютеране: 7 м. п., 5 ж. п.
В 1897 году в деревне открылась школа, преподавание в ней велось на финском языке. Учителем в ней работал выпускник Колпанской семинарии Юрьё (Георгий) Бекман.
В конце XIX — начале XX века деревня Мга административно относилась к 1-му стану Шлиссельбургского уезда Санкт-Петербургской губернии. По приходским данным население деревни было исключительно финским.
На карте Петроградской губернии 1916 года деревня Мга обозначена в составе Шапкинской волости.
- Деревня Мга (Муя) на военно-топографической карте Петроградской губернии.
 1917 год

На карте Петроградской губернии 1917 года между деревнями Мга и Турышкино обозначен «полумызок Александровской».
С 1917 по 1923 год деревня Муйя входила в состав Турышкинского сельсовета Лезьенской волости Шлиссельбургского уезда.
С 1923 года в составе Ленинградского уезда.
С 1924 года в составе Мгинского сельсовета.
Согласно данным переписи населения СССР 1926 года в деревне Мга проживали 394 человека — абсолютное большинство ингерманландцы, а также три русских семьи.
В 1927 году официальное название деревни было изменено на Муя по причине омонимии с возникшим рабочим посёлком Мга.
С февраля 1927 года в составе Мгинской волости. С августа 1927 года в составе Мгинского района.
С 1928 года в составе Турышкинского сельсовета.
По данным 1933 года деревня называлась Муя и являлась административным центром Турышкинского сельсовета Мгинского района, в который входили 4 населённых пункта: деревни Карбусель, Муя, Старостино и Турышкино, общей численностью населения 1393 человека.
В 1937 году преподавание в школе было переведено на русский язык. Учителем в школе продолжал работать Юрьё (Георгий) Бекман.
До начала Великой Отечественной войны в деревне проживало финское население.
- План деревни Муя. 1941 год

Согласно топографической карте РККА 1941 года деревня насчитывала 103 двора. В деревне была своя школа.
Деревня была освобождена от немецко-фашистских оккупантов 22 января 1944 года.
С 1 января 1950 года деревня Муйя учитывается областными административными данными как деревня Муя в составе Лезьенского сельсовета Мгинского района.
В 1958 году население деревни Муя составляло 298 человек.
С 1960 года в составе Тосненского района.
По административным данным 1966 и 1973 годов деревня Муя также относилась к Лезьенскому сельсовету Тосненского района.
По административным данным 1990 года деревня Муя относилась к Лезьенскому сельсовету Кировского района.
В 1997 году в деревне Муя Лезьенской волости проживали 98 человек, в 2002 году — 83 человека (русские — 88 %). В 2007 году в деревне Муя Мгинского ГП — 123 человека.

## География
Деревня расположена в южной части района близ автодороги 41К-124 (Петрово — ст. Малукса), к югу и по смежеству с деревней Турышкино.
Расстояние до административного центра поселения — 19 км.
Расстояние до ближайшей железнодорожной платформы Турышино — 2 км.
Через деревню протекает река Мга.
Муя включает в себя упразднённую деревню Старостино.

## Демография
| 1862 | 2007 | 2010 | 2017 |
| ---- | ---- | ---- | ---- |
| 145  | ↘123 | ↗141 | ↗144 |

## Известные уроженцы[19]
- Юрьё (Георгий) Саволайнен (1899—1937) — советский писатель и поэт.
- Тобиас Гуттари (1907—1953) — советский финноязычный поэт и прозаик, переводчик.
- Виктор Саволайнен (1911—2002) — советский писатель и поэт.

## Фото
- Деревня Муя. 1911 год

## Улицы
Виноградная, Клубная, Лесная, Новая, Озёрная, Речная, Старостино.

## Садоводства
Яблоневые Сады.